# Macrotus waterhousii
Macrotus waterhousii är en fladdermusart som beskrevs av den brittiske zoologen Gray 1843. Macrotus waterhousii ingår i släktet Macrotus och familjen bladnäsor.
Inga underarter finns listade i Catalogue of Life. Wilson & Reeder (2005) skiljer mellan 6 underarter.

## Utbredning och vanor
Denna fladdermus förekommer i västra och södra Mexiko, i Guatemala och på flera västindiska öar som Kuba, Bahamas, Hispaniola och Jamaica. I bergstrakter når arten 1400 meter över havet. Macrotus waterhousii vistas i torra landskap och ibland (främst på öarna) i städsegröna skogar. Den vilar ensam eller i kolonier med upp till 500 medlemmar i grottor, gruvor, byggnader eller i liknande gömställen. Arten lämnar viloplatsen sent på kvällen och letar efter insekter och frukter. Det är framför allt insekter i ordningarna fjärilar och hopprätvingar som arten livnär sig av. Exemplar som blir störda höjer huvudet så att ögonen är synliga i ljuset. Macrotus waterhousii kan inte gå med bålen ovanför benen. Den kan röra sig på grottornas tak med huvudet nedåt.
Födan kompletteras med några frukter. Parning sker under hösten och sedan vilar embryon en tid innan den egentliga dräktigheten börjar. Själva dräktigheten varar i cirka åtta månader. Allmänt föds en unge per kull och ibland tvillingar. Viloplatsen delas ofta med andra fladdermöss. Före ungarnas födelse bildar honor egna kolonier som är skila från hannarna. Ungen diar sin mor ungefär en månad. Unga honor kan para sig under senhösten.

## Beskrivning
M. waterhousii når en kroppslängd (huvud och bål) av 50 till 69 mm, en svanslängd av 25 till 41 mm och en underarmlängd av 45 till 58 mm.
Arten väger oftast 12 till 20 g. Pälsen har på ryggen en brun eller grå färg och buken är ljusare brun med silvergrå skugga. Hudfliken (bladet) på näsan liknar en pilspets i utseende. Öronen är större än hos närbesläktade bladnäsor. De är på hjässan sammanlänkade med en hudremsa. Svansens spets ligger utanför svansflyghuden och vingarna är breda. Artens tandformel är I 2/2, C 1/1, P 2/3, M 3/3, alltså 34 tänder i tanduppsättningen. Fram- och hörntänder är böjda innåt. Arten har en diploid kromosomuppsättning med 46 kromosomer (2n=46).

## Fossila fynd
Fossila fynd har gjorts i flera grottor i Karibien av fladdermöss som i huvudsak är lika M. waterhousii. Fynden är inte daterade, men tillhör sen pleistocen eller holocen. På Jamaica verkar släktet Macrotus ha trängt undan Tonatia och ha dykt upp något före Artibeus.

## Hot
För beståndet är inga hot kända. Hela populationen anses vara stabil. IUCN kategoriserar arten globalt som livskraftig.